# Javra coreensis
Javra coreensis là một loài tò vò trong họ Ichneumonidae.